# Espai Guinovart
El Espai Guinovart es un centro de arte contemporáneo en Agramunt (España). Josep Guinovart quiso crear un espacio para la creación y la promoción del arte contemporáneo y, al mismo tiempo, un espacio con su obra expuesta permanentemente. Su obra gira alrededor de Agramunt, su territorio, su paisaje y su gente. 

## Creador
La obra de Josep Guinovart en Agramunt se inspira en su estancia en la población los años 1937-1938, en plena Guerra Civil, cuando él tenía 9-10 años. Su madre era agramuntina. El primer bombardeo de Agramunt, el 5 de abril de 1938, provocó la huida de la familia al campo, donde el futuro artista vivió con su familia en una cabaña. Esto le obligó a mantener una relación directa con la naturaleza, las herramientas del campo y los animales. 
Edificio 
En las galerías laterales se muestra, de manera rotatoria, la Colección de la Fundación Privada Espaci Guinovart.
En 2015 fue galardonado con el premio Nacional de Cultura de Cataluña, y en 2017 recibió la Creu de Sant Jordi.
El Espai Guinovart se encuentra en la actual plaza del Mercado, donde antiguamente había un convento mercedario, que después fue transformado en escuela, y finalmente derrocado en 1930. El organismo Regiones Devastadas reconstruyó algunos edificios de Agramunt que habían sido afectados por los bombardeos de la Guerra Civil y encargó al arquitecto Pere Domènec Torres que construyera un mercado donde había estado el convento. Este mercado se mantuvo en activo hasta su declive en los años 1980, debido a la carencia de funcionalidad y a los nuevos usos comerciales. El año 1990 se inician las obras de reforma del mercado para un nuevo proyecto: el Espai Guinovart. El año 1994 finalizaron las obras de habilitación y el 2 de julio del mismo año se inauguró la sede de la Fundación Privada Espaci Guinovart, con una superficie total construida de 650 m² y una superficie total ocupada de 580 m².

## Descripción
Es un edificio de grandes dimensiones formado por varios cuerpos simétricos partidos por una torre cuadrada en el centro del conjunto arquitectónico. Es de planta rectangular con tres salidas.
Una de ellas, la principal, está centrada en la fachada. Es una puerta semicircular de piedra. Las otras dos son los muros laterales y son secundarias. La puerta principal está situada en la parte baja de la torre. Esta es cuadrangular formada por tres cuerpos diferenciados: la puerta semiesférica en la parte baja, una parte central con una ventana con balcón decorado con obra vista a los lados y un óculo tapado más arriba. Estos elementos se repiten en los cuatro lados de la torre.
Un último cuerpo está formado por tres ventanas tapiadas que recorren también los cuatro lados; en total hay doce ventanas tapiadas. Finaliza esta torre una cubierta piramidal sobre alero con tejería árabe coronada por un pequeño pináculo balaustrado. A ambos lados se estructura todo el edificio; dos cuerpos idénticos laterales de planta rectangular con superposición de dos tejados bajas. Un cuerpo inferior, ausente de aperturas y alguna decoración en los muros; se sobrepone a este un segundo cuerpo, más retrasado, donde se aprecian grandes aberturas en forma de ventanales de media luna en cada uno de los muros. La cubierta es de dos aguas y con teja árabe.
Interiormente está formado por 37 arcadas que acogen pinturas de varias épocas del artista Josep Guinovart.